# Poupata (hudební skupina)
Poupata byla česká folková a trampská skupina. Hrála především písně kapelníka Víti Troníčka a Radky Klečkové. Během působení získala řadu cen včetně Porty 1997, Mohelnického dostavníku či ceny na folkovém festivalu Zahrada. V letech 1993 a 1997 se stala Objevem roku v anketě časopisu Folk & Country.
Kapela vznikla v roce 1992 a po celou dobu hrála prakticky ve stejném složení. Zdena Němcová v roce 2002 nahradila zpěvačku Šárku Novákovou. V roce 2003 se po rozchodu manželů Víti a Andrey Troníčkových skupina rozpadla. Nástupnickými kapelami se staly Pouta založená sourozenci Novákovými a psycholožkou Andreou Troníčkovou, a Marien zformovaná Víťou Troníčkem.

## Členové skupiny
- Víťa Troníček – 6strunná kytara, mandolína, zpěv
- Andrea Troníčková (Neumannová, později Šmejdová) – perkuse, zpěv
- Radek Novák – 12strunná kytara, zpěv
- Pavel Novák – kontrabas
- Honza Troníček – foukací harmonika, flétna, zpěv
- Šárka Nováková – zpěv, flétny, perkuse (1992–2003)
- Zdena Němcová – zpěv (2002–2003)

## Diskografie
- 1995 Řekni to písní – MC, CD
- 1997 Zimní pozdravy – MC, CD [4]
- 1999 O krok dál – Casey, MC, CD [5][6]
- 2002 Mezi černou a bílou – Casey, MC, CD [7]

### Kompilace
- Trampské nebe 1 – Tonus, MC, CD
  - 18. Poupata – Řekni to písní